# Ursulinenkloster Duderstadt
Das Ursulinenkloster Duderstadt ist ein Kloster der Ursulinen in Duderstadt im südlichen Niedersachsen in der Diözese Hildesheim.

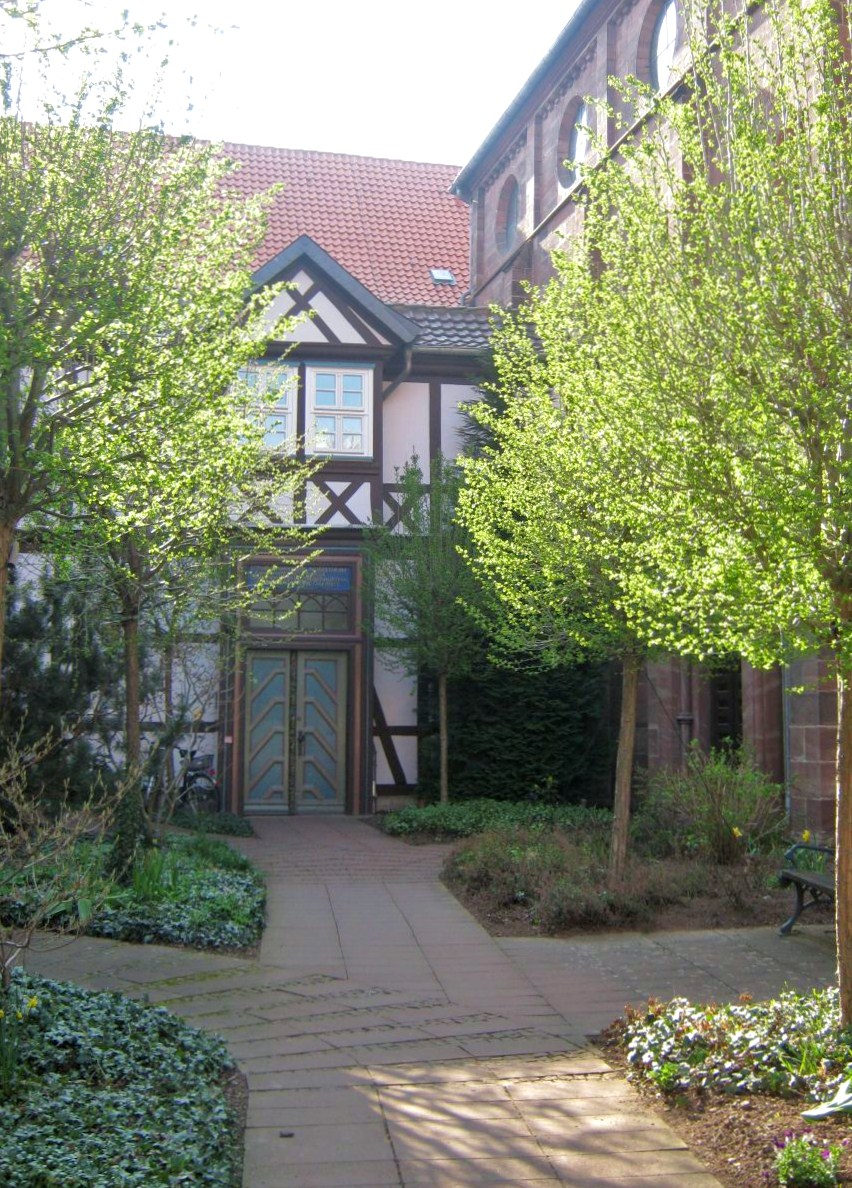
Eingangsbereich des Ursulinenklosters in Duderstadt

## Geschichte
Im Jahre 1700 wurde das Kloster in Duderstadt von Erfurter Ursulinen gegründet. Es sollte der Erziehung und Bildung junger Mädchen im nördlichen Eichsfeld dienen.
Zwischen 1735 und 1740 wurde das Kloster erweitert. Das Kloster besteht heute aus mehreren Gebäudeteilen: dem Konventgebäude, der 1889–1890 neu erbauten Liebfrauenkirche, einem Gästebereich und einem Garten. Die mit der Kirche verbundenen Klostergebäude wurden im Fachwerkstil errichtet.
Beim letzten Umbau der Liebfrauenkirche im Jahr 2007 wurden in den Fundamenten der Apsis die Gebeine der Gründerin und ersten Oberin des Duderstädter Konvents Mutter Clara-Eugenia von Ebelsbach, wieder aufgefunden. Jetzt haben sie im Apsisraum den ihnen zukommenden Ruheraum als Grablege.
Im Gästebereich können Gäste am Klosterleben auf Zeit teilhaben, Seminare besuchen und Tagungen ausrichten.
Zudem finden regelmäßig kulturelle Veranstaltungen wie Lesungen, Konzerte und Vorträge statt.
2015 hat der Konvent das gesamte Kloster in eine Stiftung umgewandelt. Oberin ist Sr. Barbara Wien OSU.